# Caroline Kraabel
Caroline Kraabel (San Francisco, 1961) is een Amerikaanse improvisatie-muzikante (zangeres, saxofoniste) en componiste.

## Biografie
Kraabel groeide op in Seattle en verhuisde in 1979 naar Londen. In 1989 formeerde ze de postpunkband The Honkies, die theater en vrije muziek integreerde. Vervolgens trad ze op met de muzikanten Evan Parker, Maggie Nicols en Veryan Weston. Met haar solovoordracht Now We Are Two toerde ze vanaf 1997 door Europa en Noord-Amerika. Ze speelt in een duo met John Edwards (The Shock Exchange), in de band X Ray Eyes en in het grootformatige saxofoonensemble Mass Producers. 
Haar composities voerde ze op met het door haar geleide London Improvisors Orchestra (LIO) en in 2011 in Graz met een groot improvisatie-ensemble tijdens het V:NM-Festival. Het LIO treft zich zo regelmatig mogelijk een keer per maand.
Kraabel heeft ook gecomponeerd voor het theater. Ze had een radioprogramma bij Resonance FM, waarbij ze met haar kinderen en de saxofoon door Londen rondtrok. Ze is een van de uitgevers van het muziektijdschrift Resonance. Ze is ook werkzaam als tolk.

## Discografie
- 1993: The Honkies Who Eats
- 1995-1997: Now We Are One Two
- 2001: Kraabel/Hug/Nicols Transitions  met Charlotte Hug en Maggie Nicols)
- 2001: Veryan Weston/Caroline Kraabel: Five Shadows (Emanem Records)
- 2004: Caroline Kraabel/ Charles Hayward Where We Were
- 2002: Mass Producers Performances for Large Saxophone Ensemble 1 and 2
- 2009: Giving Out/In the Garden City (met Susan Alcorn resp. Annie Lewandowski)

- Bibliothèque nationale de France: cb16226994v (data)
- Gemeinsame Normdatei: 1196234108
- International Standard Name Identifier: 0000 0000 8696 4222
- MusicBrainz: 951af691-9f1b-4d15-9f68-94d0bc6ed280
- Virtual International Authority File: 126019446
- WorldCat: E39PBJdx6HmXvYrQ8JWGDkjHmd